# Zbigniew Mieczysław Rosiński
Zbigniew Mieczysław Rosiński (ur. 8 stycznia 1919 w Przeworsku, zm. 26 kwietnia 2014 w Antwerpii) – porucznik Polskich Sił Zbrojnych, uczestnik kampanii francuskiej 1940.

## Życiorys

### Dzieciństwo i młodość
Urodził się 8 stycznia 1919 roku w Przeworsku jako czwarte dziecko Ignacego i Władysławy z Mosdorfów. Dzieciństwo spędził w rodzinnym mieście oraz majątku rodziców w Ożańsku koło Przeworska. Naukę pobierał w domu; egzaminy zdawał, zazwyczaj z wynikiem celującym, w szkole w Przeworsku. Edukację kontynuował w Gimnazjum Jezuitów w Chyrowie. Złożył tam egzamin dojrzałości w 1936. Rozpoczął studia prawnicze na Uniwersytecie Jagiellońskim, kontynuację których przerwał wybuch II wojny światowej.

### II wojna światowa
Wybuch wojny zastał go w Przeworsku. Po bombardowaniu miasta rodzina Rosińskich udała się do Wożuczyna, gdzie ojciec Zbigniewa był naczelnym dyrektorem i administratorem cukrowni. Po agresji ZSRR na Polskę przedostał się przez Rumunię do Francji. Chciał kontynuować naukę na uniwersytecie w Coetquidan. Chociaż nie odbywał wcześniej służby wojskowej, przydzielono go do 24 Pułku Ułanów im. Hetmana Wielkiego Koronnego Stanisława Żółkiewskiego 10 Brygady Kawalerii Pancernej Polskich Sił Zbrojnych na Zachodzie. Uczestniczył w kampanii francuskiej w 1940, jednak w czerwcu, wraz ze zbliżaniem się Niemców ewakuował się drogą morską wraz z pułkiem do Wielkiej Brytanii. Po dotarciu do Liverpoolu brał udział w obronie brzegów Szkocji przed oczekiwaną inwazją niemiecką. W Anglii na bazie 10 Brygady Kawalerii Pancernej powstała 1 Dywizja Pancerna (PSZ). Uczestniczył w lipcu 1944 w lądowaniu w Normandii. Następnie wraz z 1 Dywizją Pancerną (PSZ) brał udział w oswobodzeniu Belgii.

### Życie po zakończeniu wojny
W marcu 1947 został zdemobilizowany. Ożenił się z Belgijką. W 1950 pozytywnie rozpatrzono jego prośbę o przyznanie obywatelstwa belgijskiego. Ukończył Katolicki Uniwersytet Świętego Ignacego w Antwerpii. Był Prezesem Honorowym Związku Polskich Kombatantów i Weteranów 1. Dywizji Pancernej Generała Maczka w Belgii. Odznaczono go Krzyżem Walecznych za męstwo wykazane w czasie walk o Gandawę, Krzyżem Oficerskim Orderu Zasługi Rzeczypospolitej Polskiej, Medalem Wojska, Medalem „Pro Memoria”. Decyzją władz belgijskich został również Kawalerem Orderu Leopolda. Zmarł 26 kwietnia 2014 w Antwerpii.